# Лейдигов орган (кроветворный)
Лейдигов орган, орган Лейдига — один из кроветворных органов пластиножаберных рыб (акул и скатов). Есть у большинства (но не у всех) пластиножаберных. У остальных животных, в том числе у ближайших родственников пластиножаберных — цельноголовых — его нет.
Этот орган известен с 1685 года и сначала считался слюнной железой. В 1857 году немецкий зоолог и гистолог Франц Лейдиг описал его как структуру, подобную лимфатическому узлу. В честь Лейдига этот орган и получил своё название.
Лейдигов орган расположен вдоль пищевода (между его мышечной и слизистой оболочками). Обычно он в большей или меньшей степени разделён на две доли: спинную и брюшную. Лейдигов орган может быть довольно большим — например, у шестижаберной акулы длиной 1,8 м он достигает массы 1,6 кг. Он имеет белый цвет и легко распознаётся среди окружающих тканей. Гистологически он похож на костный мозг высших позвоночных (у рыб его нет), но отличается от него отсутствием жировых клеток и (по крайней мере, у большинства видов) эритробластов.
Этот орган является частью лимфатической системы и вырабатывает зернистые лейкоциты, особенно эозинофильные (но не базофильные, которых, по-видимому, у хрящевых рыб нет вообще). Кроме того, там образуются агранулоциты (а именно T-лимфоциты). Эритроциты там обычно не вырабатываются. Но у гигантской акулы известна активная выработка в этом органе и эритроцитов, и тромбоцитов, причём он может брать на себя кроветворную функцию селезёнки в случае её удаления.
Также кроветворную функцию у этих рыб, не имеющих костного мозга и лимфатических узлов, выполняет селезёнка, тимус, мозговые оболочки и специальные ткани вокруг гонад (эпигональные органы) и в стенке кишечника.